# 永安溪
永安溪为灵江上游，长141.30千米，流域面积为2704平方公里。
源头称石长坑，在缙云大源附近称曹溪（又名金坑），与曹店港汇合后称永安溪。永安溪自西向东横贯仙居盆地，至三江村与始丰溪汇合为灵江。主要支流有曹店港、九都坑、十三都坑、十八都坑、北岙坑、朱溪、双港溪和方溪。